# Bruce Chen
Bruce Kastulo Chen (Ciudad de Panamá, Panamá, 19 de junio de 1977) es un exjugador panameño y lanzador izquierdo de béisbol que jugó 17 temporadas en las Grandes Ligas de Béisbol (MLB) para los Yankees de Nueva York, Philadelphia Phillies, New York Mets, Montreal Expos, Cincinnati Reds, Houston Astros, Boston Red Sox, Baltimore Orioles, Texas Rangers, Kansas City Royals y los Cleveland Indians de 1998 a 2015.

## Carrera profesional
Chen firmó con los Atlanta Braves como agente libre amateur el 1° de julio de 1998 y realizó su debut en las Grandes Ligas de Béisbol el 7 de septiembre de 1998. Jugó con los Bravos de Atlanta hasta mediados del año 2000, lanzando en 42 juegos hasta el  12 de julio, cuando fue negociado por los Philadelphia Phillies, con quienes fue abridor en 31 juegos. El 27 de julio de 2001 ingresó a los New York Mets, donde abrió para 11 partidos para luego ser adquirido por los Montreal Expos el 5 de abril de 2002 con quienes hizo 15 apariciones, 4 de ellas como abridor.
El 14 de junio de 2002 fue adquirido por los Cincinnati Reds, jugando en 39 partidos hasta que fue firmado como agente libre por los Houston Astros el 14 de marzo de 2003, con quienes lanzó 11 juegos para luego ser fichado por los Boston Red Sox el 7 de mayo del mismo año, apareciendo con ese equipo en 5 juegos. Seis meses después, el 26 de noviembre, nuevamente como agente libre firmó con los Toronto Blue Jays hasta que fue enviado a los Baltimore Orioles el 1° de mayo de 2004, donde jugó una temporada completa apareciendo en 28 juegos, 12 de los cuales como abridor, al fin de la cual se declaró agente libre el 1° de noviembre de 2006.
Con los Texas Rangers firmó un contrato de Ligas Menores de Béisbol el 6 de febrero de 2007, con quienes jugó dos años para luego, el 1° de marzo de 2009, firmar un contrato similar con los Kansas City Royals, equipo con quien ganó un juego de Grandes Ligas el 6 de agosto del mismo año. El 26 de abril de 2010 obtuvo su primer salvado, en una victoria 3–1 contra los Seattle Mariners y el 1° de octubre del mismo año logró su primer juego perfecto lanzando contra los Tampa Bay Rays.
El 16 de febrero de 2015 aceptó un contrato de Ligas Menores con los Cleveland Indians hasta que anunció su retiro tres meses después, el 18 de mayo.

### Clásicos Mundiales
Chen participó con el equipo de béisbol Panameño en el Clásico Mundial de Béisbol 2006 donde lanzó cinco episodios contra el equipo de Cuba en la ronda inaugural del torneo celebrado en San Juan, Puerto Rico y lanzó nuevamente para Panamá en el Clásico Mundial de Béisbol 2009 realizado el 7 de marzo en el Estadio Hiram Bithorn de Puerto Rico.
En enero de 2013 Chen anunció que podría jugar con el equipo de China para el Clásico Mundial de Béisbol 2013.

### Logros en el deporte
En julio de 2014, junto a Mariano Rivera se convirtió en el jugador panameño con más juegos ganados con 82.

## Vida personal
Chen reside en el estado norteamericano de Arizona con su esposa y dos hijas, es el único panameño de ascendencia china en llegar a las Grandes Ligas. Estudió ingeniería civil en el Georgia Tech de Atlanta, Estados Unidos.